# Muhammed Anas
Muhammed Anas Yahiya (teils auch Mohammad Anas Yahiya, Malayalam മുഹമ്മദ് അനസ്; * 17. September 1994 in Nilamel, Kerala) ist ein indischer Leichtathlet, der sich auf den 400-Meter-Lauf spezialisiert  hat. 2017 wurde er über diese Distanz Asienmeister und mit der indischen 4-mal-400-Meter-Staffel siegte er bei den Asienspielen und Asienmeisterschaften.

## Sportliche Laufbahn
Erste internationale Erfahrungen sammelte Muhammed Anas bei den Militärweltspielen 2015 im südkoreanischen Mungyeong, bei denen er im Einzelbewerb über 400 Meter bis in das Halbfinale und gelangte und dort mit 46,98 s ausschied sowie mit der indischen 4-mal-400-Meter-Staffel mit 3:05,34 min im Finale den vierten Platz belegte. 2016 siegte er bei den Südasienspielen in Guwahati mit 3:06,74 min mit der Staffel. Zudem qualifizierte er sich für die Olympischen Spiele in Rio de Janeiro, bei denen er mit 45,95 s in der Vorrunde ausschied und mit der 4-mal-400-Meter-Staffel im Vorlauf wegen eines Regelverstoßes disqualifiziert wurde. 2017 gewann Anas bei den Asienmeisterschaften in Bhubaneswar in 45,77 s die Goldmedaille im Einzelbewerb und in 3:02,92 min mit der Staffel und erhielt somit ein Freilos für die Weltmeisterschaften in London, bei denen er mit 45,98 s in der ersten Runde ausschied. Auch mit der Staffel konnte er sich nicht für das Finale qualifizieren.
2018 nahm Anas zum ersten Mal an den Commonwealth Games im australischen Gold Coast teil und belegte dort über 400 Meter mit neuem indischen Landesrekord von 45,31 s den vierten Platz und konnte sein Rennen mit der indischen 4-mal-400-Meter-Staffel im Finale nicht beenden. Ende August nahm er erstmals an den Asienspielen in Jakarta teil und gewann dort in 45,69 s die Silbermedaille hinter dem Katari Abdalelah Haroun. Zudem gewann er auch mit der indischen Stafette und der gemischten Staffel die Silbermedaille. 2019 wurde die bahrainische Mixed-Staffel wegen eines Dopingvergehens disqualifiziert und die Goldmedaille Indien zugesprochen. Im Jahr darauf belegte er bei den Asienmeisterschaften in Doha mit 46,10 s den siebten Platz und gewann mit der gemischten Staffel die Silbermedaille, während er mit der Männerstaffel disqualifiziert wurde. Mit der Männerstaffel nahm er auch an den Weltmeisterschaften ebendort im Oktober teil und schied dort mit 3:03,09 min im Vorlauf aus. Mit der Mixed-Staffel gelangte er aber bis in das Finale und belegte dort in 3:15,77 min Rang sieben. Anschließend wurde er bei den Militärweltspielen in Wuhan in 46,86 s Vierter über 400 Meter und auch mit der Staffel gelangte er in 3:06,81 min auf den vierten Platz. 2021 schied er bei den Olympischen Sommerspielen in Tokio mit 3:00,25 min im Vorlauf in der Männerstaffel aus und verpasste auch in der Mixed-Staffel mit 3:19,93 min den Finaleinzug.
2022 schied er bei den Weltmeisterschaften in Eugene mit 3:07,29 min in der Vorrunde der 4-mal-400-Meter-Staffel aus und anschließend belegte er bei den Commonwealth Games in Birmingham in 3:05,51 min den sechsten Platz. Im Jahr darauf belegte er mit der Staffel bei den Weltmeisterschaften in Budapest mit 2:59,92 min im Finale den fünften Platz. Im Oktober schied er bei den Asienspielen in Hangzhou mit 46,29 s im Vorlauf über 400 Meter aus und siegte mit der Staffel in 3:01,58 min gemeinsam mit Amoj Jacob, Muhammed Ajmal Variyathodi und Rajesh Ramesh. Bei den World Athletics Relays 2024 auf den Bahamas sicherte er der Männerstaffel einen Startplatz bei den Olympischen Sommerspielen in Paris, bei denen er mit 3:00,58 min im Vorlauf ausschied.
In den Jahren 2023 und 2024 wurde Anas indischer Meister im 400-Meter-Lauf sowie 2015, 2021 und 2024 in der 4-mal-400-Meter-Staffel. Er absolvierte ein Studium für Computer-Wissenschaften am Sreekrishna College. Sein jüngerer Bruder Muhammed Anees Yahiya ist als Weitspringer aktiv.

## Persönliche Bestzeiten
- 200 Meter: 20,63 s (+1,5 m/s), 15. August 2018 in Jablonec nad Nisou
- 400 Meter: 45,21 s, 13. Juli 2019 in Kladno (indischer Rekord)